# At Cedar Ridge
At Cedar Ridge è un cortometraggio muto del 1911 diretto da Milton J. Fahrney e interpretato da Albert Brighton.

## Produzione
Il film fu prodotto dalla Nestor Film Company, una compagnia fondata dai fratelli William e David Horsley.

### Cast
Albert Brighton: L'attore morì qualche mese dopo, annegato nelle acque di Staten Island mentre stava girando un film (non identificato) della Henry Belmar Motion Picture Manufacturing Company.

## Distribuzione
Distribuito dalla Motion Picture Distributors and Sales Company, uscì nelle sale cinematografiche USA il 4 gennaio 1911.